# John L. McLaurin
John Lowndes McLaurin, född 9 maj 1860 i Red Bluff, South Carolina, död 29 juli 1934 nära Bennettsville, South Carolina, var en amerikansk demokratisk politiker. Han representerade delstaten South Carolina i båda kamrarna av USA:s kongress, först i representanthuset 1892-1897 och sedan i senaten 1897-1903.
McLaurin studerade först vid Bethel Military Academy och Swarthmore College. Han utexaminerades därefter från Carolina Military Institute och studerade sedan juridik vid University of Virginia. Han inledde 1883 sin karriär som advokat i Marlboro County. Han var delstatens justitieminister (South Carolina Attorney General) 1891-1892.
Kongressledamoten Eli T. Stackhouse avled 1892 i ämbetet och efterträddes av McLaurin. Senator Joseph H. Earle avled sedan 1897 i ämbetet och McLaurin blev utnämnd till senaten. Han vann sedan fyllnadsvalet för att sitta kvar i senaten till slutet av Earles mandatperiod.
McLaurin var inblandad i ett slagsmål med kollegan Benjamin Tillman. Han hade ändrat sin ståndpunkt i en lag som gällde annekteringen av Filippinerna och röstat med republikanerna i frågan. Tillman först sade att McLaurin hade svikit demokraterna och i största allmänhet anklagade McLaurin för att han stod republikanerna för nära. Efter några smädelser från båda sidorna gick Tillman sedan till fysiskt angrepp. Senaten fördömde båda herrarnas beteende i en omröstning (censure vote) med 54 röster mot 12. Tillman ansågs skyldig till fysiskt våld, medan McLaurin ansågs ha yttrat sig med ett språk som inte passade i parlamentariska sammanhang.
McLaurin ställde inte upp för omval. Han efterträddes 1903 i senaten av Asbury Latimer. McLaurin avled 1934 och gravsattes på McCall Cemetery i Bennettsville.